# Ла бамба
«La Bamba» — мексиканская народная песня, наиболее известная в адаптации американского исполнителя Ричи Валенса, написанной им в 1958 году. В СССР и других странах Восточного блока песня стала популярной в исполнении другого американского певца — Дина Рида.

## Текст и перевод
| Para bailar la bamba,           | Чтобы танцевать бамбу,                 |
| Para bailar la bamba,           | Чтобы танцевать бамбу,                 |
| Se necesita una poca de gracia  | Нужно немного грации,                  |
| Una poca de gracia,             | Немного грации                         |
| para mí, para ti,               | Для меня, для тебя,                    |
|                                 |                                        |
| Ay arriba arriba,               | Эй, вставай, вставай,                  |
| ay arriba arriba, por ti seré,  | эй, вставай, вставай, я весь для тебя, |
| por ti seré, por ti seré.       | я весь для тебя, я весь для тебя       |
|                                 |                                        |
| Yo no soy marinero,             | Я — не матрос,                         |
| Yo no soy marinero, soy capitán | Я — не матрос, я — капитан,            |
| Soy capitán, soy capitán,       | Я — капитан, я — капитан,              |
| Bamba, bamba…                   | Бамба, бамба…                          |

## Традиционное происхождение
В песне ощущается влияние испанского фламенко и мексиканских ритмов. Используются скрипка, харана (гитароподобный 5-струнный мексиканский инструмент), гитара и арфа. Тексты песни очень сильно разнятся, так как исполнители часто импровизируют во время выступлений. Однако, некоторые версии (например от en:Mariachi Vargas de Tecalitlan и Los Pregoneros del Puerto) стали самодостаточными, благодаря популярности их исполнителей. Традиционное звучание «La Bamba» заключено в основной мелодии, сохраняющейся во всех вариациях. Название танца, которое не имеет точного перевода на русский, вероятно связано с испанским глаголом bambolear, означающим «трястись» или, возможно, «топать».
Традиционная «La Bamba» часто исполнялась на свадьбах в Веракрусе, когда невеста и жених исполняли свой первый танец. В настоящее время эта свадебная традиция по большей части утрачена, но танец сохранился благодаря популярности en:ballet folklórico (собирательный термин для традиционных латиноамериканских танцев, которые подчеркивают местную народную культуру). Танец во многом исполняется так же, как традиционный, показывая единство пары новобрачных через выполненные в унисон сложные изящные движения, так же как и через создание великолепных изгибов из листона, длинной красной ленты, с помощью одних только ног.
Часть песни со слов «ay arriba» предполагает в танце активные движения ногами, называемые «zapateado», которые делаются все быстрее и быстрее с ускорением темпа музыки. Повторяющиеся слова «Yo no soy marinero, soy capitán» (дословно: «я не моряк, я — капитан») обращены к морскому побережью Веракруса и обещанию мужа, что он останется преданным своей жене.
На многих сборах, включая молодёжные конвенции эсперанто (IJK, en:Internacia Seminario), все традиционно танцуют La Bamba в кругу. Люди танцуют в кругу и вне его. Танцующие внутри круга могут занять место во внешнем кольце, целуя одного из людей, танцующих в нём, после этого ритуала все меняются местами. Для этого используются различные версии песни, исполненные не только на испанском, а частично или полностью на эсперанто.

## Версия Валенса
Традиционная песня вдохновила Ричи Валенса на создание рок-н-ролльной версии La Bamba в конце 1950-х годов. La Bamba Валенса дополнила традиционную мелодию рок-н-рольным битом, сделав песню доступной для намного более широкой аудитории и завоевывая себе (и Валенсу) место в рок-истории (введен в члены Зала Славы Рок-н-ролла в 2001 г.). Песня представлена в простой форме куплет-припев. Валенс, гордившийся своим мексиканским происхождением, поначалу сомневался в том, чтобы совмещать La Bamba с рок-н-роллом, но в итоге согласился. Получив текст песни от своей тети Эрнестины Райс, Валенс выучил его испанское произношение, так как он с рождения воспитывался на английском. Версия Валенса занимает 345 строчку в списке 500 величайших песен всех времён журнала Rolling Stone. Это единственная песня в списке, исполняемая не на английском языке. Песня также занимает 98 место в списке 100 величайших песен рок-н-ролла по версии VH1 и 59 место в списке 100 величайших танцевальных песен рок-н-ролла, составленных в 2000 году.

## Чарты
| Чарт (1959)                                  | Макс. позиция |
| -------------------------------------------- | ------------- |
| U.S. Billboard Pop Singles                   | 22            |
| UK Singles Chart                             | 49            |
| Чарт (1987)                                  | Макс. позиция |
| Australian Kent Music Report                 | 1             |
| Austrian Singles Chart                       | 3             |
| French Singles Chart                         | 1             |
| Irish Singles Chart                          | 1             |
| Italian Singles Chart                        | 1             |
| New Zealand Singles Chart                    | 1             |
| Dutch Singles Chart                          | 2             |
| Norwegian Singles Chart                      | 4             |
| Swedish Singles Chart                        | 3             |
| Swiss Singles Chart                          | 1             |
| UK Singles Chart                             | 1             |
| U.S. Billboard Hot 100                       | 1             |
| U.S. Billboard Hot Country Singles & Tracks  | 57            |
| U.S. Billboard Hot Latin Tracks              | 1             |
| U.S. Billboard Mainstream Rock Tracks        | 11            |
| U.S. Billboard Hot Adult Contemporary Tracks | 4             |